# Johannes Röser
Johannes Röser (* 1956 in Witzenhausen) ist ein deutscher katholischer Publizist und Journalist.

## Leben
Röser studierte Katholische Theologie an der Albert-Ludwigs-Universität Freiburg und der Eberhard Karls Universität Tübingen. 1981 ging er als Journalist zur katholischen Wochenzeitschrift Christ in der Gegenwart. 1995 wurde er dort Chefredakteur, seit 2021 ist er Herausgeber.

## Schriften (Auswahl)
- hrsg.: Gott kommt aus der Dritten Welt. Erfahrungen und Zeugnisse. Herder, Freiburg im Breisgau 1988, ISBN 3-451-21042-8.
- hrsg.: Christsein 2001. Erwartungen und Hoffnungen an der Schwelle zum neuen Jahrtausend. Herder, Freiburg im Breisgau 1998, ISBN 3-451-26679-2.
- hrsg.: Manfred Plate zum 70. Geburtstag. Mehr Himmel wagen. Spurensuche in Gesellschaft, Kultur, Kirche. Herder, Freiburg im Breisgau 1999, ISBN 3-451-27181-8.
- Mut zur Religion. Erziehung, Werte und die neue Frage nach Gott. Herder, Freiburg im Breisgau 2005, ISBN 3-451-05602-X.
- hrsg.: Was sagt mir Gott? Was sag ich Gott? Jugendgebete und Gedanken. Herder, Freiburg im Breisgau 2006, ISBN 978-3-451-28805-0.
- hrsg.: Mein Glaube in Bewegung. Stellungnahmen aus Religion, Kultur und Politik. Herder, Freiburg im Breisgau 2008, ISBN 978-3-451-29953-7.
- hrsg.: Gott? Die religiöse Frage heute. Herder, Freiburg im Breisgau 2018, ISBN 978-3-451-38297-0.
- Auf der Spur des unbekannten Gottes. Christsein in moderner Welt. Herder, Freiburg im Breisgau 2021, ISBN 978-3-451-03353-7.